# العلاقات السنغافورية الفيتنامية
العلاقات السنغافورية الفيتنامية هي العلاقات الثنائية التي تجمع بين سنغافورة وفيتنام.

## مقارنة بين البلدين
هذه مقارنة عامة ومرجعية للدولتين:
| وجه المقارنة                                              | سنغافورة                                                             | فيتنام           |
| --------------------------------------------------------- | -------------------------------------------------------------------- | ---------------- |
| المساحة (كم2)                                             | 719                                                                  | 331.69 ألف       |
| عدد السكان (نسمة)                                         | 5.89 مليون                                                           | 94.66 مليون      |
| الكثافة السكانية (ن./كم²)                                 | 819.19 ألف                                                           | 285.39           |
| العاصمة                                                   | سنغافورة                                                             | هانوي            |
| اللغة الرسمية                                             | لغة إنجليزية، اللغة الملايو، اللغة الصينية القياسية، اللغة التاميلية | اللغة الفيتنامية |
| العملة                                                    | دولار سنغافوري                                                       | دونغ فيتنامي     |
| الناتج المحلي الإجمالي (بليون دولار)                      | 323.91 مليار                                                         | 234.19 مليار     |
| الناتج المحلي الإجمالي (تعادل القوة الشرائية) بليون دولار | 472.59 مليار                                                         | 553.42 مليار     |
| الناتج المحلي الإجمالي الاسمي للفرد دولار أمريكي          | 52.89 ألف                                                            | 2.48 ألف         |
| الناتج المحلي الإجمالي للفرد دولار أمريكي                 | 82.76 ألف                                                            | 5.63 ألف         |
| مؤشر التنمية البشرية                                      | 0.925                                                                | 0.666            |
| رمز المكالمات الدولي                                      | +65                                                                  | +84              |
| رمز الإنترنت                                              | .sg                                                                  | .vn              |
| المنطقة الزمنية                                           | ت ع م+08:00، توقيت سنغافورة المنسق ‏                                  | ت ع م+07:00      |

## منظمات دولية مشتركة
يشترك البلدان في عضوية مجموعة من المنظمات الدولية، منها:
| علم المنظمة | اسم المنظمة                                      | تاريخ انضمام سنغافورة | تاريخ انضمام فيتنام |
| ----------- | ------------------------------------------------ | --------------------- | ------------------- |
|             | وكالة ضمان الاستثمار متعدد الأطراف               | 24 فبراير 1998        | 5 أكتوبر 1994       |
|             | منظمة الشرطة الجنائية الدولية                    | ?                     | ?                   |
|             | منتدى التعاون الاقتصادي لدول آسيا والمحيط الهادئ | 6 نوفمبر 1989         | 15 نوفمبر 1998      |
|             | منظمة حظر الأسلحة الكيميائية                     | ?                     | ?                   |
|             | منظمة التجارة العالمية                           | ?                     | 11 يناير 2007       |
|             | الأمم المتحدة                                    | 21 سبتمبر 1965        | 20 سبتمبر 1977      |
|             | مؤسسة التمويل الدولية                            | 4 سبتمبر 1968         | 4 أغسطس 1967        |
|             | يونسكو                                           | 8 أكتوبر 2007         | 6 يوليو 1951        |
|             | مؤسسة التنمية الدولية                            | 27 سبتمبر 2002        | 24 سبتمبر 1960      |
|             | بنك التنمية الآسيوي                              | 1966                  | 1966                |
|             | الاتحاد الدولي للاتصالات                         | 22 أكتوبر 1965        | 24 سبتمبر 1951      |
|             | أسيان                                            | 8 أغسطس 1967          | 28 يوليو 1995       |
|             | منتدى آسيان الإقليمي ‏                            | ?                     | ?                   |
|             | البنك الدولي للإنشاء والتعمير                    | 3 أغسطس 1966          | 21 سبتمبر 1956      |
|             | المنظمة الهيدروغرافية الدولية                    | ?                     | ?                   |
|             | الاتحاد البريدي العالمي                          | ?                     | ?                   |

## وصلات خارجية
- موقع وزارة الخارجية السنغافورية
- موقع وزارة الخارجية الفيتنامية